# バミューダ国際空港
バミューダ国際空港（バミューダこくさいくうこう、英: Bermuda International Airport、葡: Aeroporto Internacional Bermudas）は、北大西洋にあるイギリスの海外領土バミューダ諸島にある国際空港。
2007年4月16日、現与党の進歩労働党で野党時代に党首を務めたL・フレデリック・ウェイド (L. Frederick Wade) に敬意を表して、「L・F・ウェイド国際空港」に名称が変更された。野党の統一バミューダ党は、この名称は政治的に偏っていると批判した。

## 就航航空会社と就航都市

### 国際線
※ 航空連合は右記のとおり。SA : スターアライアンス、OW : ワンワールド、ST : スカイチーム
※ 語末の★は、格安航空会社 (LCC)
| 航空会社                         | 就航地                                                                                     |
| -------------------------------- | ------------------------------------------------------------------------------------------ |
| ブリティッシュ・エアウェイズ(OW) | ロンドン/ヒースロー                                                                        |
| エア・カナダ(SA)                 | トロント/ピアソン                                                                          |
| ウエストジェット航空             | トロント/ピアソン                                                                          |
| アメリカン航空(OW)               | ニューヨーク/JFK、フィラデルフィア、マイアミ 季節運航: シャーロット、ワシントン/ナショナル |
| デルタ航空(ST)                   | アトランタ、ニューヨーク/JFK、ボストン                                                     |
| ユナイテッド航空(SA)             | 季節運航:ニューアーク                                                                      |
| ジェットブルー航空★              | ニューヨーク/JFK、ボストン                                                                 |

### 貨物便
| 航空会社       | 就航地       |
| -------------- | ------------ |
| カーゴジェット | ニューアーク |